# Lăng đấu tranh và tử đạo

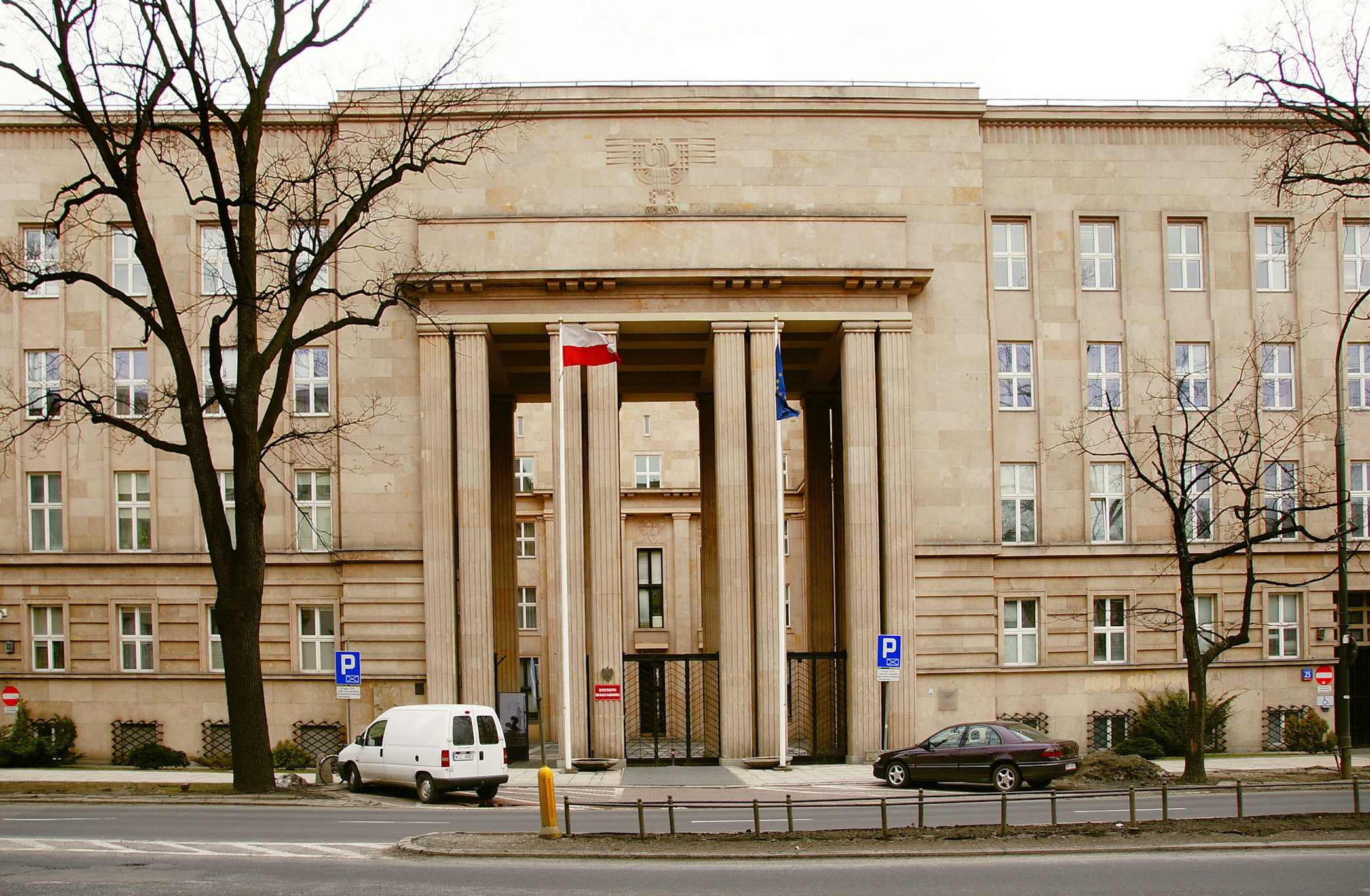
Xây dựng Bộ Tín ngưỡng Tôn giáo và Giáo dục Công cộng trước chiến tranh, trong Trụ sở Gestapo trong Thế chiến II tại Warsaw

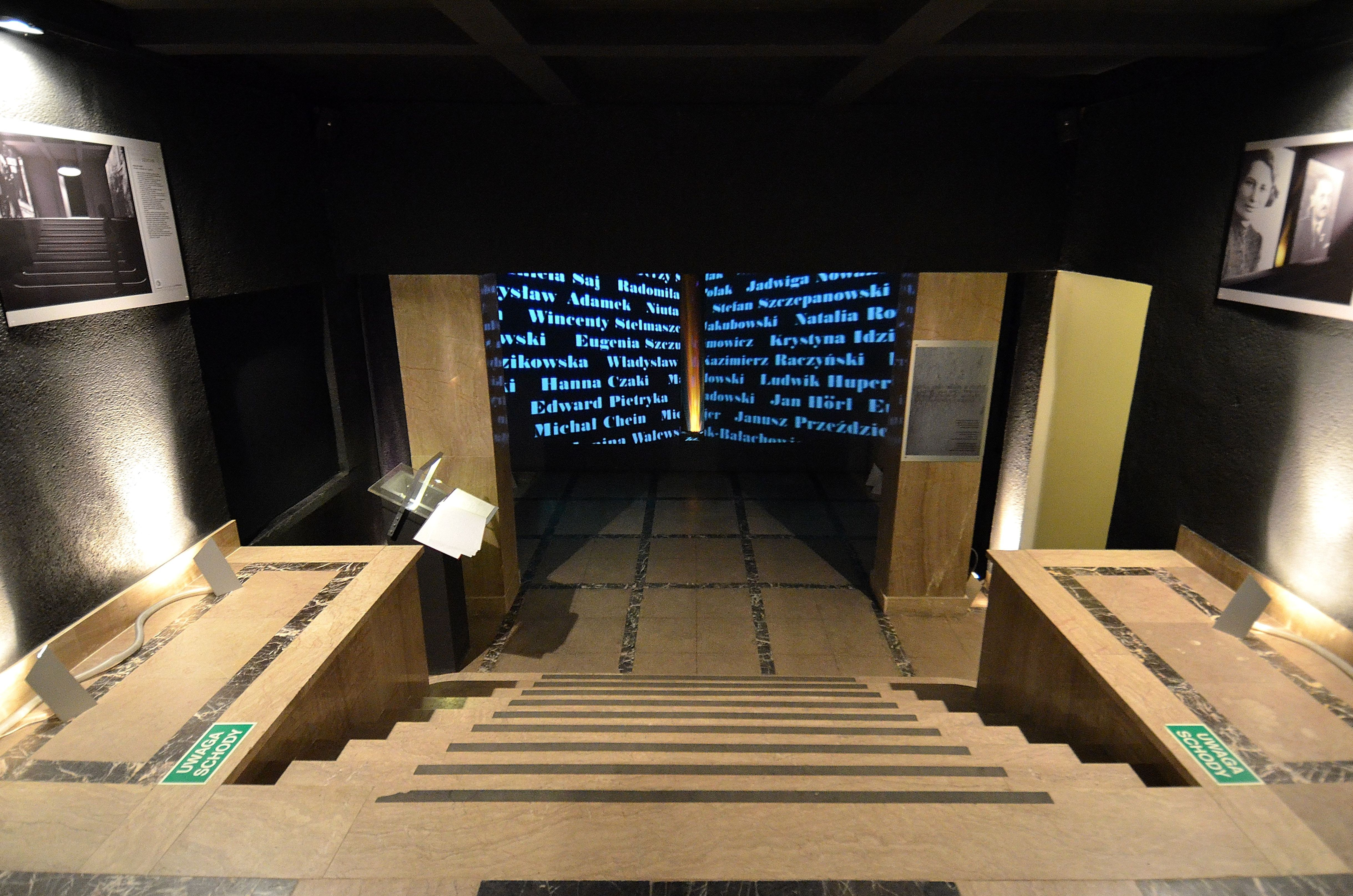
Lối vào triển lãm

Lăng đấu tranh và tử đạo (tiếng Ba Lan: Mauzoleum Walki i Męczeństwa) là một bảo tàng ở thủ đô Warsaw, Ba Lan. Nó là một chi nhánh của Bảo tàng Độc lập. Bảo tàng trình bày các di tích trong đó những người yêu nước và những người kháng chiến Ba Lan bị Đức Quốc xã bỏ tù trong Thế chiến II.

Bảo tàng nằm trên Đại lộ Szucha, trong tòa nhà của Bộ Tín ngưỡng Tôn giáo và Giáo dục Công cộng (nay là Bộ Giáo dục Quốc gia). Sau sự bùng nổ của Thế chiến II, Đức Quốc Xã đã tiếp quản tòa nhà và biến nó thành trụ sở của lực lượng cảnh sát Sicherheitspolizei và Sicherheitsdienst. Toàn bộ đường phố đã bị đóng cửa đối với người Ba Lan. Trong tầng hầm của tòa nhà, Đức quốc xã đã thiết lập các nhà tù thô sơ. Các tù nhân ở đó thường bị bắt hoặc chuyển mới từ nhà tù Pawiak sang. Các tù nhân bị thẩm vấn tàn bạo, trong đó họ bị tra tấn và đánh đập nặng nề. Tra tấn cũng không ngoại lệ đối với bất kỳ tù nhân nào, và ngay cả phụ nữ mang thai cũng bị đánh đập và tra tấn. Các tù nhân Ba Lan thường vạch ra một số câu về việc đánh đập vào tường nhà tù. Nhiều trong số những dòng chữ này cũng mang tính cá nhân, yêu nước hoặc tôn giáo. Trong những năm 1960, nghiên cứu đã được tiến hành và hơn 1.000 văn bản được bảo tồn. Nổi tiếng nhất trong số đó là: 
It is easy to speak about Poland.

It is harder to work for her.

Even harder to die for her.

And the hardest to suffer for her.

(Thật dễ dàng để nói về Ba Lan.

Làm việc cho cô ấy thì khó hơn.

Thậm chí còn khó hơn để chết cho cô ấy.

Và khó khăn nhất để vượt qua cô ấy.)
 Nhiều tù nhân đã bị giết trong các cuộc thẩm vấn hoặc đã chết do bị thương. Trong cuộc nổi dậy ở Warsaw, người Đức đã hành quyết hàng ngàn người Ba Lan ở các khu vực xung quanh. Xác chết của họ sau đó đã bị hỏa thêu trong các tòa nhà lân cận. Mức độ của những vụ giết người này là rất lớn, tro cốt của những người được tìm thấy dưới tầng hầm sau cuộc chiến nặng tới 5.578,5 kg (12.298 lb).
Sau chiến tranh, người dân Warsaw coi nơi này như một nghĩa trang, thường mang hoa đến viếng và thắp nến. Vào tháng 7 năm 1946, chính phủ Ba Lan đã quyết định chỉ định địa điểm này là nơi tử đạo, một minh chứng cho sự đau khổ và chủ nghĩa anh hùng của người Ba Lan. Người ta đã quyết định rằng nhà tù sẽ không bị ảnh hưởng và biến nơi đây thành một bảo tàng. Nó được khai trương vào ngày 18 tháng 4 năm 1952. Hành lang, bốn buồng giam nhóm và mười buồng giam đơn được bảo tồn trong tình trạng ban đầu của chúng. Theo lời khai của các tù nhân, một căn phòng của một sĩ quan Gestapo đã được tạo lại. Vài tấn tro cốt của con người đã được chuyển đến Nghĩa trang của quân nổi dậy Warsaw.
Khách tham quan bảo tàng phải có độ tuổi ít nhất là 14 tuổi.